# The Great Antonio

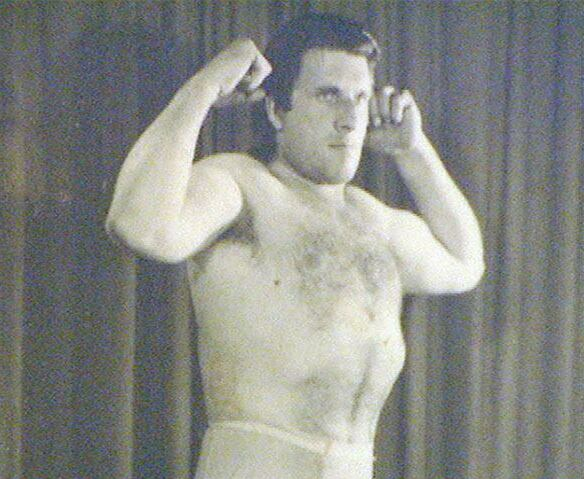
Antonio Barichievich.

Antonio Barichievich, conocido como the Great Antonio (Antonio el grande) (10 de octubre, de 1925 - 7 de septiembre de 2003, nacido en Zagreb, en la antigua Yugoslavia, hoy Croacia) fue un strongman y luchador profesional canadiense. Barichievich fue mundialmente conocido por su excentricidad.

## Primeros años
Según él, era capaz de trabajar con el pico y la pala a los seis años y de arrancar árboles con un cable atado a la nuca a los 12, anécdotas que no pueden ser confirmadas. En 1945, llegó a Canadá en un barco de refugiados, en Halifax, Nueva Escocia. Nunca habló de sus experiencias en la Segunda Guerra Mundial, pero se dice que quedó afectado psicológicamente por ellas.

## Carrera

### Compentencias destrongman
A finales de la década de 1940, Barichievich empezó su carrera como strongman. Apareció en el Libro Guinness de los récords en 1952 por tirar de un tren de 433 toneladas y 19,8 metros. Después volvió a aparecer en el Guinness por tirar de cuatro autobuses cargados con pasajeros. Pesaba 465 libras (210 kilos) y medía cerca de 6 pies y 4 pulgadas (1,93 ms). Sus trajes eran talla 90 y sus zapatos eran talla 28. Comía 25 pollos o 10 filetes en una sola sentada. Durante la década de 1970, haría un tour mundial como strongman y halterófilo, apareciendo en capitales mundiales y en diversos programas televisivos de variedades.
A pesar de su imponente naturaleza, se decía de Barichievich que tenía una voz hermosa y suave, y en una ocasión quiso hacer un tour con Tiny Tim. A través de los años setenta y los años ochenta, empezó a hacer demandas excéntricas, como tirar abajo un Boeing 747 de la plataforma de vuelo, dado que Boeing le había regalado un jet para uso personal y se acercó a Don King, declarando que podía hacer una película de pelea por solo un millón de dólares.

### Lucha libre profesional
Además de sus actividades como strongman, Barichievich participó en combates de lucha libre profesional. Comenzó combatiendo bajo los nombres de "Narcissus" y "Sweet Narcissus", desarrollando luego el personaje de The Great Antonio como un agresivo heel hacia finales de la década de 1950. Fue parte de la promoción canadiense Stampede Wrestling, pasando en la década de 1970 hacia el New Japan Pro-Wrestling. Allí protagonizaría un memorable encuentro contra Antonio Inoki en diciembre de 1977, el cual se salió de libreto y terminó con Barichievich siendo noqueado por el japonés.

## Últimos años
Antonio "El Grande" murió en 2003 a los 77 años mientras compraba en una tienda de Montreal.